# Primula ninguida
Primula ninguida är en viveväxtart som beskrevs av William Wright Smith. Primula ninguida ingår i släktet vivor, och familjen viveväxter. Inga underarter finns listade i Catalogue of Life.